# Sættevogn
En sættevogn er en type anhænger der spændes på en såkaldt skammel som er monteret oven på et chassis, i modsætning til kærrer og påhængsvogne, der er spændt fast for enden af chassiset. En undtagelse herfra er ledbussen, det lovmæssigt er betegnet som et sættevognstog, men hvor sammenkoblingen ikke ses tilsvarende på andre køretøjer på vejene.
Ideen med en sættevogn er at halvdelen af læsset hviler på akslen / akslerne i bagenden, mens den anden halvdel via sammenkoblingen overføres til bilens aksler. Ofte kan skamlen flyttes frem og tilbage for at udnytte lastbilens akseltryk optimalt. Her kan vægten delvis lægges på forakslen, hvor andre anhængertyper enten overfører vægt til bagakslen alene eller slet ikke overfører vægt.
I Danmark er den maksimale lovlige længde for et sættevognstog 16,50 m, dog 18,75 m for ledbusser. Modulvogntog på op til 25,25 meters længde tillades på de danske motorveje og visse forbindelser til industriområder, broer og havne. Her kan en almindelig lastbil med lad trække en sættevogn efter sig ved hjælp af en dolly, eller en kærre kan kobles efter et almindeligt sættevognstog. Enhederne må dog ikke hver især være længere end de gældende regler for traditionelle enkeltvognstog.
På billedet øverst til højre ses at sættevognen (den røde del) hviler på lastbilen (ofte kaldet trækker eller sættevognstrækker). Denne type sættevogn anvendes typisk til fjerndistribution og engros transport af gods på paller.
Sættevogne er nok den mest varierede køretøjstype der kører på danske veje, når man ser på opbygningernes formål og brug. Ikke alene har man sættevogne svarende til næsten enhver lastbil-opgave, man har også et utal af specialkonstruktioner og redskaber, der er registreret som sættevogne.
De almindeligste vogntyper på vejene er gardintrailere, køletrailere, containertrailere, tipsættevogne, tanksættevogne og fladvogne. Selv inden for disse overordnede kategorier er der mange forskellige undertyper.

## Containertrailere
Containertraileren er bygget til at køre med ISO-containere, og mange er i sig selv blot et chassis med låsekroge i hjørnerne. Der findes dog mere avancerede typer, der bl.a. kan gøres længere eller kortere efter containerstørrelsen, eller sideloadere (engelsk låneord) der selv kan læsse og losse containeren, hvis der er plads ved siden af den. Containertrailere fås også med tiplad, og hører så til blandt tipsættevognene herunder.

## Fladvogne
Fladvognen bruges oftest til store ting, der skal surres fast med kæder eller stropper, som gør at en presenning ville sidde i vejen, eller den bruges til ting der lastes med kran eller gaffeltruck. Navnet antyder at vognen er flad, men dette er i mange tilfælde misvisende, idet den bagerste del ofte er bygget så lav som muligt, dels for at sænke tyngdepunktet, dels for at kunne køre med højere ting. Dette gør at der bliver et "trin" op til den del der skal rage ind over lastbilen. Mange blokvogne hører ind under kategorien fladvogne.

## Gardintrailere
Gardintraileren har som regel et fladt gulv, der er velegnet til paller, og har som sider en presenning, der kan skydes til side som et gardin. Desuden sidder der støtteribber, der kan fjernes i sektioner, mens der læsses og losses. Som regel har vognen døre bagtil, men de ses også med lift.

## Køletrailere
Køletraileren er den eneste "almindelige" sættevogn i Danmark der må være bredere end 255 cm; den må være 260 cm. Dette skyldes at der skal være plads til isoleringens tykkelse, samtidig med at der skal være "fuld pallebredde", dvs. tre europaller på langs eller to på tværs af vognen, ligesom der er i de fleste andre trailere og lastbiler. Køletraileren har faste sider, og kan være forskelligt indrettet, eksempelvis med ophæng til kød, med skillevægge til transport af forskellige produkter ved forskellige temperaturer, eller andre opbygninger der kræves til visse transporttyper. Det tydeligste signal om at det er en køletrailer er kølemotoren, der som regel sidder øverst på forenden.

## Tanksættevogne
Tanksættevognen er enten en tank monteret på et chassis, eller en selvbærende konstruktion. Den bruges til væsker og pulver, såsom cement, mel, olie, vin tilsætningsstoffer, flydende gas m.m. Der er regler om at fødevarer ikke må transporteres i tanke efter der har været ikke-fødevarer i. Mange tanke har et pumpesystem til at tømme tankene med.

## Tipsættevogne
Tipsættevognen er storentreprenørens næstvigtigste redskab, lige efter gravemaskinen. Som navnet antyder kan den tippe ladet og dermed hurtigt læsse af, uden chaufføren behøver forlade førerhuset. Tipsættevogne bruges mest til jord, grusmaterialer og asfalt, men ses også med diverse affald og andet der kan transporteres i løsvægt.

## I medier

### Film
- Duellen, Steven Spielbergs film fra 1971 hvori der indgår en Peterbilt 281 tanklastbil som skurk
- Maximum Overdrive, Stephen Kings film fra 1986 hvor big rigs er de primære drabsforårsagere
- Smokey and the Bandit
- Convoy, en film fra 1978 instrueret af Sam Peckinpah med Kris Kristofferson

### Musik
- "Convoy", en popsang af C.W. McCall satte skub i salget af CB-radioer, med en opfundet historie om lastbilskørsel
- Den 18-hjulede sættevogn blev udødeliggjort i talrige countrysange, så som Dave Dudleys "Six Days on the Road".
- Thrash metal-bandet, BigRig, er opkaldt efter disse

### Computerspil
- Hard Truck (1998)
- Big Rigs: Over the Road Racing (2003)
- Euro Truck Simulator
- 18 Wheels of Steel-serien
- "MotorStorm"
- "Motorstorm: Pacific Rift"
- Rig 'n' Roll (2009)
- Rigs Of Rods[1]